# Красногрудая ржанка
Красногрудая ржанка (лат. Zonibyx modestus) — вид птиц из семейства ржанковых.

## Описание
Красногрудая ржанка — среднего размера ржанка, длиной от 19 до 22 см и массой от 71 до 94 г. У взрослых самцов в брачном оперении серое лицо с ярко-белым надбровьем, серое горло и коричневая макушка. Верхняя часть тела коричневого цвета. Грудь ярко-рыжая с чёрной полосой под ней; остальная нижняя часть тела белого цвета. Взрослые самки похожи, но более тусклые. Вне сезона размножения у взрослых особей рыжевато-коричневые участки оперения становятся бледно-коричневыми; перья на верхней части тела имеют яркую бахрому, а надбровье приобретает кремовый оттенок. Молодые особи напоминают не размножающуюся взрослую особь, но верхняя часть тела и грудь у них тёмно-коричневые.

## Распространение и места обитания
Размножаются на юге Аргентины и Чили, а также на Фолклендских островах. Некоторые птицы зимой совершают миграции на север, достигая при этом Уругвая, южной части Бразилии и иногда Перу. Естественной средой обитания выступают травянистые сообщества умеренных широт и песчаные берега.
МСОП присвоил виду статус LC.